# منجم إوامي غينزان للفضة
منجم إوامي غينزان للفضة كان منجم للفضة يقع في مدينة أودا في محافظة شيمانه، اليابان  وقد أضيف هذا الموقع إلى قائمة مواقع التراث العالمي في عام 2007.

## تاريخ المنجم
أسس هذا المنجم في عام 1526 من قبل تاجر ياباني يدعى كاميا جوتيه. بلغ إنتاج المنجم ذروته في أوائل القرن السابع عشر بمعدل إنتاج بلغ حوالي 38 طنا من الفضة في السنة الذي شكل في وقتها ما يقارب من ثلث إنتاج العالم.
استخدمت الفضة التي استخرجت من هذا المنجم على نطاق واسع في تصنيع القطع النقدية. كان أمراء الحرب في فترة المقاطعات المتحاربة يتنافسون بشدة على هذا الموقع حتى جاء توكوغاوا إياسو وسيطر عليه في عام 1600 كنتيجة لمعركة سيكيغاهارا في عام 1600. وكان في وقت لاحق تمت إحاطته بأسوار وحواجز من أشجار الصنوبر. وبنيت قلعة يامابوكي في وسط المنطقة.
تراجع إنتاج الفضة من المنجم في القرن التاسع عشر بسبب صعوبات في التنافس مع المناجم الأخرى، وفي نهاية المطاف تم إغلاقه.

## موقع للتراث العالمي
لا تزال أجزاء من البلدة في حالة جيدة، وأقرتها الحكومة اليابانية باعتبارها منطقة محمية خاصة تضم مجموعة من المباني التاريخية. كما تقدمت الحكومة اليابانية أيضا بطلب إلى منظمة اليونيسكو ليصبح من مواقع التراث العالمي. تمت الموافقة على الطلب في يوليو 2007  ، على الرغم من أن نتيجة التقييم للموقع من قبل المجلس الدولي للمعالم والمواقع الأثرية (ICOSMOS) لم تسفر عن إيجاد أي «قيمة عالمية بارزة.» 
الموقع عبارة عن مجموعة من الجبال الغنية بركاز الفضة يبلغ ارتفاعها 600 متر، تتخلله وديان نهرية عميقة. فيه معالم أثرية لمناجم واسعة، ومواقع للسبك والتكرير، ومساكن للعمال بين القرنين السادس عشر والعشرين. وكانت شبكة من الطرقات تسمح بنقل ركاز الفضة نحو الساحل والمرافئ حيث كان يشحن باتجاه كوريا والصين. ساهمت المناجم بشكل أساسي في تنمية اقتصاد اليابان وجنوب شرق آسيا عموماً خلال القرنين السادس عشر والسابع عشر، وأعطت دفعاً لإنتاج الفضة والذهب على صعيد واسع في اليابان. منطقة المناجم مكسوة اليوم بالغابات وتتخللها القلاع والمعابد وأجزاء من طرق المواصلات بين كايدو والساحل، إضافة إلى ثلاث مدن مرفئية هي توموغاورا وأوكيدوماري ويونوتسو حيث كان يشحن ركاز الفضة. ويمتد الموقع على مساحة 442 هكتارا، أما المنطقة الفاصلة فتغطي 3221 هكتارا.

## معرض الصور

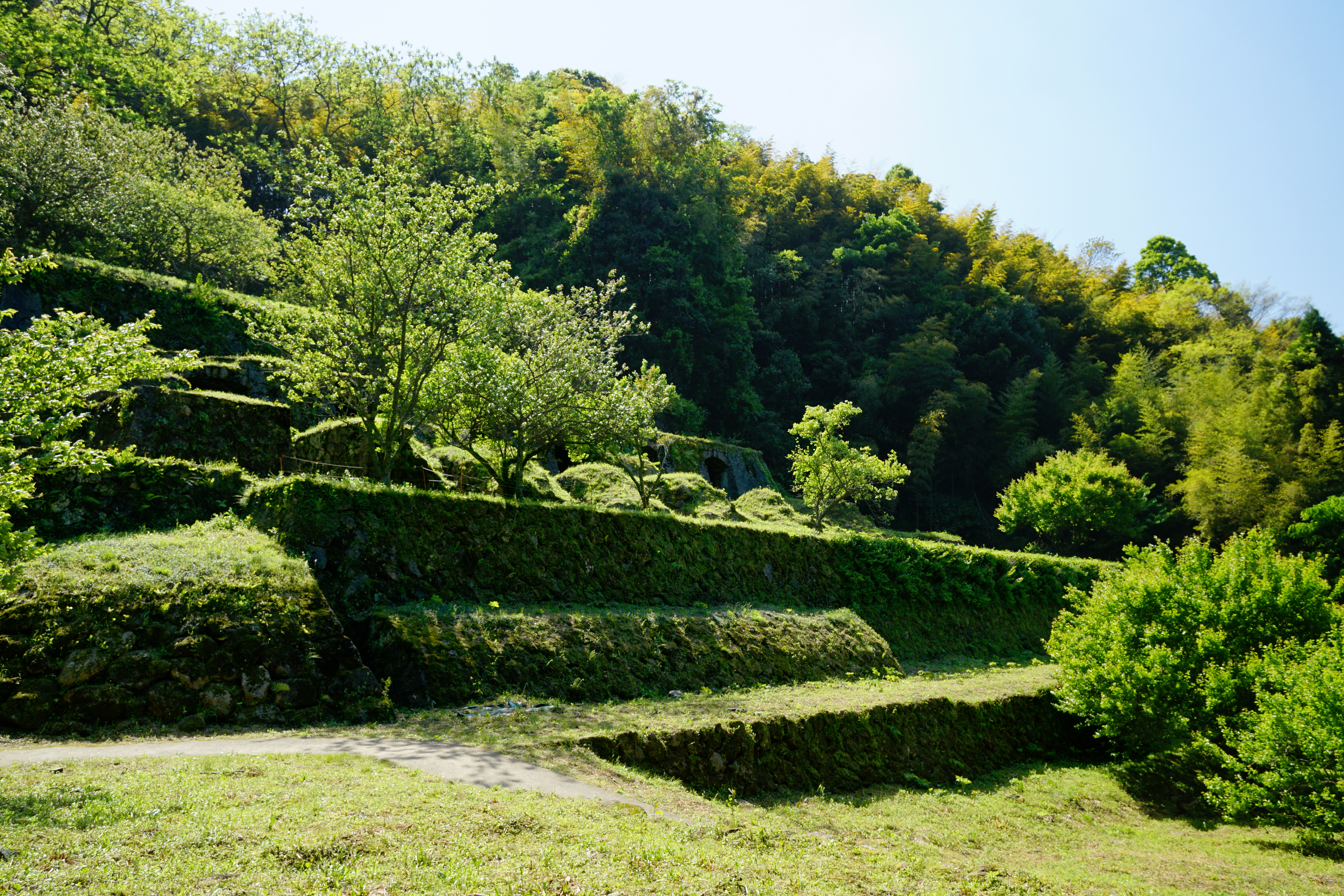
أطلال المنجم.
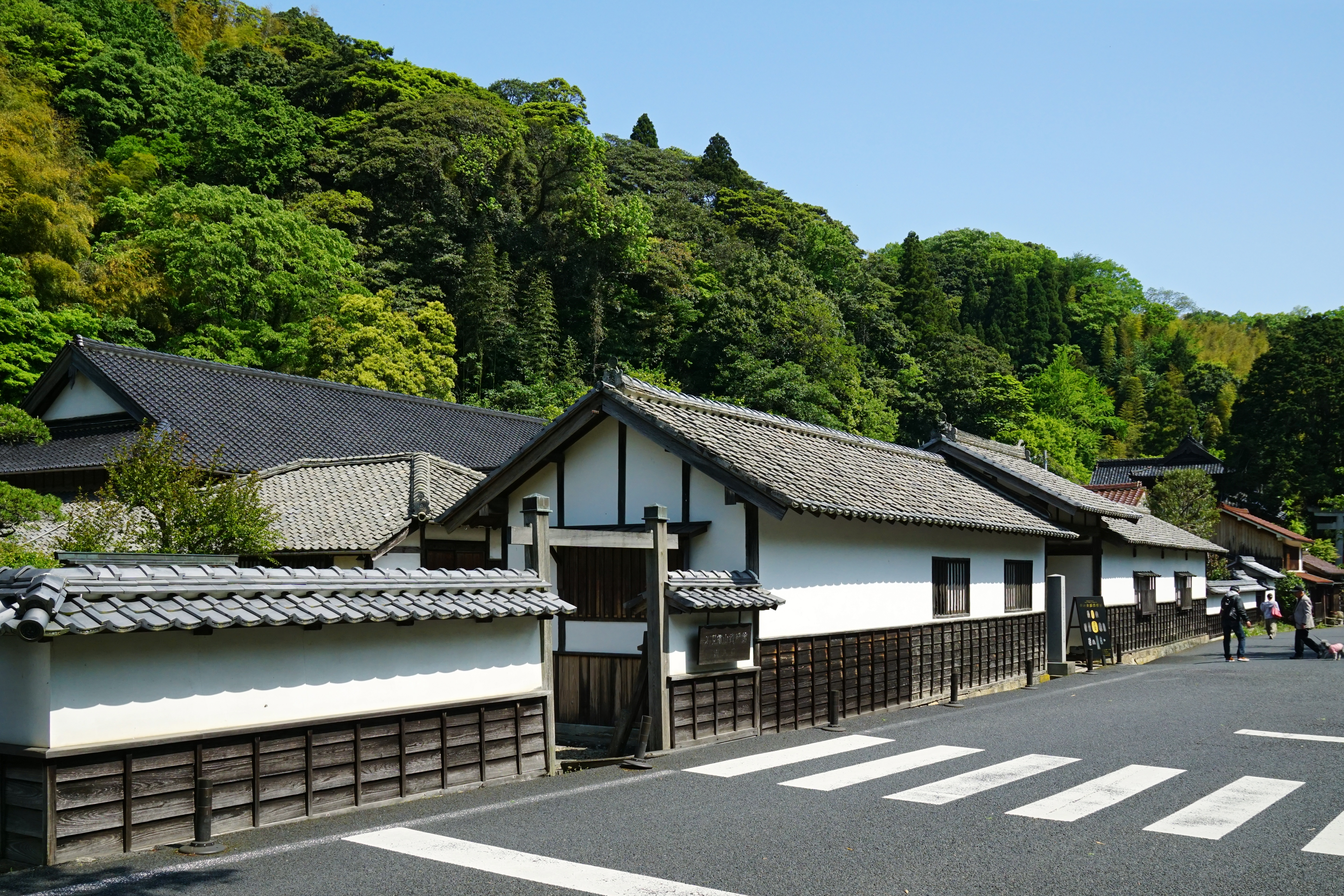
موقع داينكاشو

## وصلات خارجية
- موقع منجم الفضة إوامي غينزان